# 샤를 카보레
샤를 카보레(Charles Kaboré, 1988년 2월 9일, 보보-디울라소 ~)는 부르키나파소의 축구 선수로 부르키나파소 대표팀 최초이자 유일무이한 FIFA 센추리클럽 가입자이며 부르키나파소 축구 대표팀 역사상 국제 A매치 최다 출전자이다.

## 클럽 경력

### FC 리부른
2006년 프랑스 리그되의 FC 리부른에서 데뷔한 뒤 2008년 1월까지 공식전 27경기 1골을 기록했다.

### 올랭피크 드 마르세유
2008년 1월 프랑스 리그앙의 올랭피크 드 마르세유와 임대 계약을 체결한 뒤 2007-08 시즌 공식전 15경기를 소화하며 팀의 리그 3위 입상에 이바지했고 2007-08 시즌을 마치고 마르세유로 완전 이적을 확정지은 이후 2012-13 시즌 중반까지 공식전 160경기 4골을 기록하며 쿠프 드 라 리그 3연패, 리그앙 2회 준우승, 리그 1 2009-10 우승, 2011-12년 UEFA 챔피언스리그 8강 등의 주역으로 활약했다.

### 쿠반 크라스노다르
2012-13 시즌이 진행 중이던 2013년 1월 러시아 프리미어리그의 쿠반 크라스노다르로 이적하여 2014-15 시즌까지 공식전 78경기 1골을 기록하며 2013-14년 UEFA 유로파리그 64강 본선 진출, 2014-15 러시아 컵 준우승 등을 이끌었다.

### FC 크라스노다르
2015-16 시즌을 앞두고 같은 지역 연고팀인 FC 크라스노다르로 임대 이적한 후 2015-16 시즌 공식전 32경기를 소화하며 2015-16 러시아 프리미어리그 4위, 2015-16 러시아 컵 4강 진출 등에 기여했다.
이러한 활약에 힘입어 2016-17 시즌을 앞두고 크라스노다르로 완전 이적을 확정지은 후 2018-19 시즌까지 공식전 92경기 2골을 기록하며 3시즌 연속 리그 4위, UEFA 유로파리그 2번의 16강 진출(2016-17, 2018-19), 2018-19 시즌 리그 3위 등에 이바지했다.

### 디나모 모스크바
2018-19 시즌을 마친 뒤 같은 러시아 프리미어리그팀인 디나모 모스크바로 둥지를 틀어 2020-21 시즌까지 공식전 42경기를 소화했다.

### 샤무아 니오르
2022-23 시즌을 앞둔 2022년 6월 3일 프랑스 리그되의 샤무아 니오르로 이적을 확정지은 후 1시즌동안 30경기에 출전했다.

## 국가대표팀 경력
2006년 부르키나파소 대표팀에 처음으로 발탁된 이후 같은 해 10월 7일에 열린 세네갈과의 2008년 아프리카 네이션스컵 예선 7조 2차전에서 국제 A매치 데뷔전을 치른 후 2007년 5월 29일 짐바브웨와의 친선 경기에서 A매치 데뷔골을 신고했다.
이후 3번의 아프리카 네이션스컵 본선에 출전하여 2013년 대회에서 팀의 주장으로 부르키나파소 축구 역사상 메이저 대회 첫 준우승의 돌풍을 주도했고 2017년 대회에서도 4년만의 아프리카 네이션스컵 4강 진출이자 대회 3위 입상에 크게 기여했다.
그 뒤 2021년 3월 24일 우간다와의 2021년 아프리카 네이션스컵 예선 B조 5차전에서 A매치 100번째 경기에 출전하며 부르키나파소 축구 역사상 최초로 센추리클럽에 가입하는 영예를 안았으며 같은 해 6월 5일 코트디부아르와의 친선 경기를 마지막으로 15년간의 국가대표팀 선수 생활을 마무리했다.

## 수상

### 클럽
올랭피크 드 마르세유
- 리그 1 : 우승 (2009-10), 준우승 (2008-09, 2010-11), 3위 (2007-08)
- 쿠프 드 라 리그 : 우승 (2009-10, 2010-11, 2011-12)
- 트로페 데 샹피옹 : 우승 (2010, 2011)

 쿠반 크라스노다르
- 러시아 컵 : 준우승 (2014-15)

 FC 크라스노다르
- 러시아 프리미어리그 : 3위 (2018-19), 4위 (2015-16, 2016-17, 2017-18)
- 러시아 컵 : 4강 (2015-16)

### 국가대표팀
부르키나파소
- 아프리카 네이션스컵 : 준우승 (2013), 3위 (2017)

### 개인
- 아프리카 네이션스컵 토너먼트의 팀 : 2017

## 같이 보기
- A매치 100경기 이상 출전한 축구 선수 명단